# Виго, Эстебан
Эстебан Виго Бенитес (исп. Esteban Vigo Benítez; 17 января 1955, Велес-Малага, Испания) — испанский футболист и футбольный тренер. Выступал за сборную Испании. Известен по выступлениям за «Барселону» и «Малагу».

## Вне футбола
13 сентября 2010 года Виго выпустил свою автобиографию под названием «Победитель» (исп. Ganador).

## Достижения

### В качестве игрока
«Барселона»
- Чемпион Испании: 1984/85
- Обладатель Кубка Испании (3): 1977/78, 1980/81, 1982/83
- Обладатель Суперкубка Испании: 1983
- Обладатель Кубка испанской лиги (2): 1983, 1986
- Обладатель Кубка обладателей кубков УЕФА (2): 1978/79, 1981/82

«Малага»
- Чемпион Сегунды: 1987/88

### В качестве тренера
«Херес»
- Чемпион Сегунды: 2008/09